# セキノ興産
株式会社セキノ興産（せきのこうさん）は、本社を富山県富山市に置く、主に中部・東日本において住宅機器・建築資材、太陽光発電システム等の販売等を手掛ける商社。

## 沿革
- 1938年 - 創業者・関野真市が神仏具・家庭金物商として「関野商店」を高岡市で創業。
- 1942年 - 第二次世界大戦で休業。
- 1945年 - 事業再開。
- 1947年 - 工場建設、家庭金物の生産開始。
- 1950年 - トタンの統制解除により、トタン及び建築資材を取り扱う。
- 1962年 - 現社名に改称。
- 1965年 - 北蒲原郡中条町に加工工場を建設。
- 1989年 - 関野光俊が二代目社長に就任。
- 2014年 - 創業75年を機にグループ23法人を組織再編。
- 2020年 - 関野光俊死去。山口輝雄が社長就任。
- 2022年 - 久留米市と進出協定を締結し、（株）セキノワークス久留米工場を新設[2]。
- 2024年 - （株）淀川製鋼所、（株）佐渡島との三社共同出資で、Y.S.PANERIO（株）を設立[3]。

## 陸上競技部
2008年、「スポーツを通じて社員の心を一つにしたい」という願いのもと、部員1人で創設。
2010年11月の北陸実業団対抗駅伝に単独チームとして初参加。2013年の同大会において2位に入り、2014年1月1日の全日本実業団対抗駅伝競走大会（ニューイヤー駅伝）に初出場を果たした。2016年に松宮祐行らが加入、同年の北陸駅伝で2位となり3年ぶりのニューイヤー駅伝出場を果たした後は、2020年までニューイヤー駅伝に連続出場を果たしている。

## グループ会社
- （株）セキノワークス
- （株）セキノソーラーシステム
- （株）セキノ建物
- Y.S.PANERIO（株）